# Campoletis compacta
Campoletis compacta är en stekelart som först beskrevs av Léon Abel Provancher 1885.  Campoletis compacta ingår i släktet Campoletis och familjen brokparasitsteklar. Inga underarter finns listade.